# 布海站
布海站是一个京哈铁路上的铁路车站，位于吉林省德惠市布海乡，建于1925年，目前为四等站，邮政编码为130307。目前客运：办理旅客乘降；行李、包裹托运；货运：办理整车货物发到。